# Uber Gradella
Uber Gradella (Mantua, 14 de junio de 1921 - Roma, 6 de enero de 2015) fue un futbolista italiano que jugaba en la posición de portero.

## Biografía
Debutó como futbolista en 1937 con el Mantova FC tras haberse formado en la cantera del club. En 1939 dejó el club para fichar por el Hellas Verona FC durante una temporada, quedando décimo tercero en la Serie B. En 1940 fichó por la SS Lazio. Su mejor posición en liga con el club fue un cuarto puesto en 1942, y en la Copa de Italia, llegando a semifinales en 1941. En 1944, tras ser el equipo suspendido de la actividad oficial por el conflicto armado, se fue a la AS Biellese 1902 por un año. Tras otro año en el Novara Calcio, volvió a la SS Lazio en 1945 hasta 1949, año en el que se retiró como futbolista.
Falleció el 6 de enero de 2015 en Roma a los 93 años de edad.

## Clubes
| Club             | País   | Año         | Partidos |
| ---------------- | ------ | ----------- | -------- |
| Mantova FC       | Italia | 1937 - 1939 | 1        |
| Hellas Verona FC | Italia | 1939 - 1940 | 33       |
| SS Lazio         | Italia | 1940 - 1944 | 77       |
| AS Biellese 1902 | Italia | 1944 - 1945 | ¿?       |
| Novara Calcio    | Italia | 1945        | ¿?       |
| SS Lazio         | Italia | 1945 - 1949 | 75       |